# Autoserica similis
Autoserica similis är en skalbaggsart som beskrevs av Frey 1966. Autoserica similis ingår i släktet Autoserica och familjen Melolonthidae. Inga underarter finns listade.